# V Premis Cinematogràfics José María Forqué
La cerimònia dels V Premis Cinematogràfics José María Forqué es va celebrar al Casino de Madrid el 29 de maig de 2000. Es tracta d'uns guardons atorgats anualment des de 1996 per l'EGEDA com a reconeixement a les millors produccions cinematogràfiques espanyoles pels seus valors tècnics i artístics produïdes entre l'1 de gener i el 31 de desembre de 1999. El premi consisteix en una claqueta de plata i 5.000.000 pessetes.
La gala fou presentada per Juan Luis Galiardo. L'acte fou presidit per José María Otero, Director General de l'ICAA; Aitana Sánchez Gijón, Presidenta de l'Acadèmia de les Arts i les Ciències Cinematogràfiques d'Espanya; Álvaro de la Riva, director de Televisión Española, i Enrique Cerezo, President d'EGEDA.

## Nominacions i premis
Els nominats i guanyadors d'aquesta edició foren: 
| Millor pel·lícula                                                                                   |
| --------------------------------------------------------------------------------------------------- |
| - Solas - Flores de otro mundo - Goya en Burdeos - La lengua de las mariposas - Todo sobre mi madre |